# Glons
Glons prononcé en français : [glɔ̃] (en wallon Glon, en néerlandais Glaaien) est une section de la commune belge de Bassenge située en Wallonie dans la province de Liège.
C'était une commune à part entière avant la fusion des communes de 1977.

## Étymologie
Gladons en 1034, Gladuns dans une charte en 1143 et Glaons en 1222.
Enceinte fortifiée (gaulois dunon) de la rive (gaulois glanna).

## Géographie
- Altitude : 79 mètres.
- Superficie : 723 hectares.
- Cours d'eau : Le Geer.

## Démographie
- Sources : INS, Rem. : 1831 jusqu'en 1970 = recensements, 1976 = nombre d'habitants au 31 décembre.

## Histoire
Jadis, four à chaux, briqueterie, carrière de silex. Agriculture, élevage de bétail, tressage de la paille, confection de chapeau de paille ; en particulier le fameux canotier porté par Maurice Chevalier. En 1816, les deux tiers de la population y sont occupés.
Autrefois, le territoire était partagé par quatre seigneuries :
- la seigneurie de Brus et Glons relevait du fief de la cour féodale du comté de Looz. Guillaume, seigneur de Brus en 1288, faisait partie de la cour de Liège. Son arrière-petite-fille épouse Raes de Berlo en 1360. En 1594, Jean de Berlo, seigneur de Brus et de Glons, de Wagnée et de Faux, membre de l'état noble de Namur et grand bailli du Condroz, épouse Marguerite d'Eynatten, fille unique du seigneur de Bolland. Il mourut en 1625, sans héritier. La seigneurie resta dans la famille de Berlo jusqu'à la fin de l'ancien régime ;
- la seigneurie de Boirs et d'Oborne appartenait au chapitre de la cathédrale Saint-Lambert de Liège ;
- la seigneurie de Saint-Pierre appartenait au chapitre de la collégiale Saint-Pierre de Liège ;
- la seigneurie de Saint-Laurent appartenait à l'abbaye de Saint-Laurent de Liège.

En 1406, en représailles contre la Principauté qui l'avait destitué, le prince-évêque Jean de Bavière fit incendier Glons et d'autres villages des environs. Glons fut ravagé en 1692 par un tremblement de terre.
Dès 1830, des ouvriers de la région quittaient leur village, chaque année, pour aller pendant quelques mois à l'étranger, surtout à Paris. Ils y confectionnaient des chapeaux de paille suivant la mode de l'époque. Ils étaient vendus comme « chapeaux de Glons ».
Le 17 mai 1866, détachement de Boirs, érigé en commune.
En 1962, le hameau roman de Haut-Vinâve lui fut transféré de la commune flamande de Sluse.

## Patrimoine et culture

### Patrimoine architectural et sites

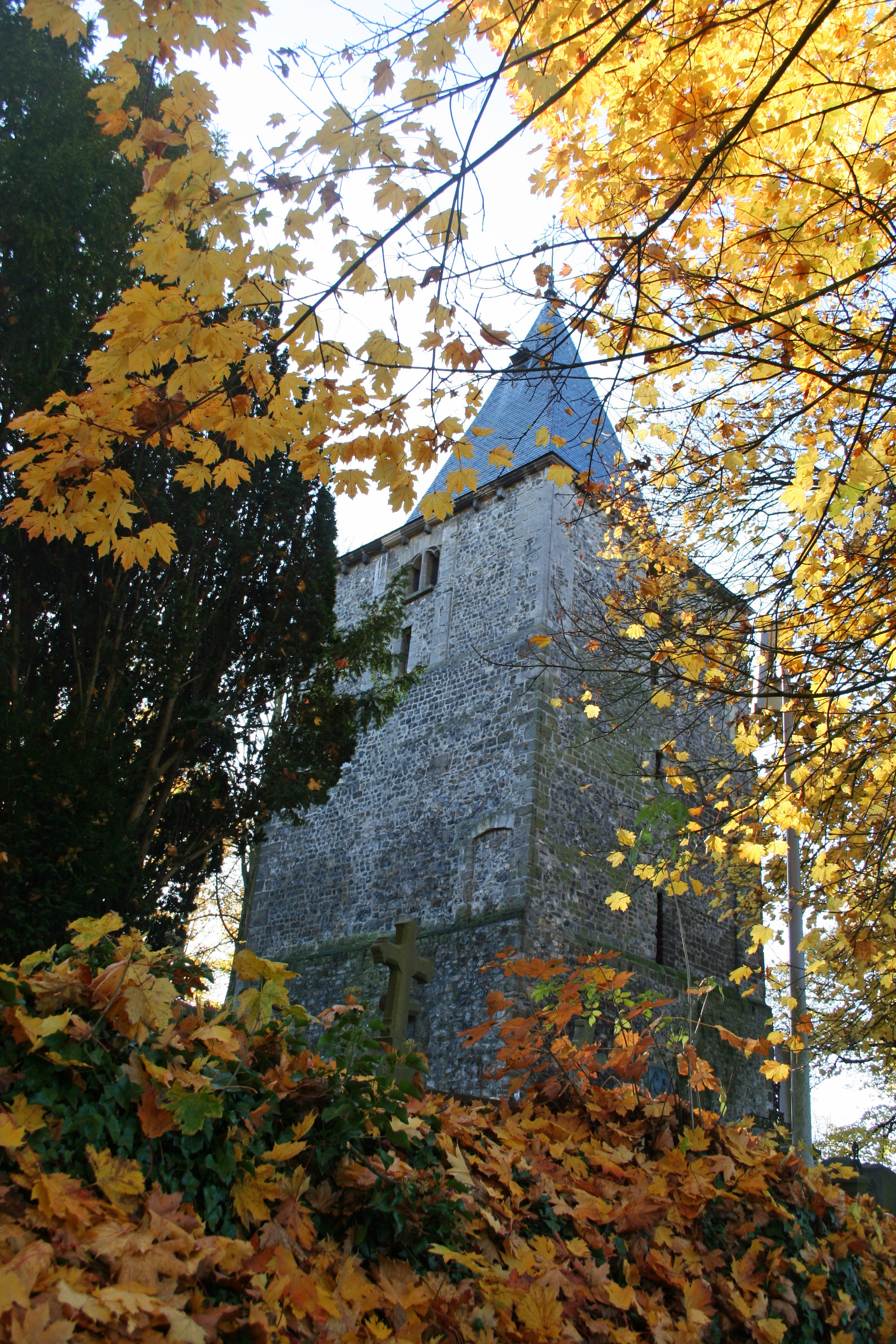
La tour de l'ancienne église.

La tour de l'ancienne église est toujours présente dans l'enceinte du vieux cimetière. Elle est de style roman. Dans un mur, une plaque célèbre la mémoire du « bon curé Ramoux » lequel, en 1784, a mis au point un moyen pour améliorer le tressage de la paille.
L'église actuelle est de style néo-roman en pierres calcaires; elle est dédiée à Saint Victor. Elle fut reconstruite en 1880. Les orgues datent de 1756. L'église a souffert du tremblement de terre de 1983. Près de l'église est situé le magnifique presbytère.
La ferme de Brus, qui était une dépendance du château des comtes de Berlo de Brus, aurait été le berceau de l'industrie chapelière (le silice de paille). La ferme appartient à la famille Dupuis.
Les Liégeois détruisirent la tour d'Oborne en 1328.
L'imposante ferme Saint-Laurent, avec ses tours moyenâgeuses, est de style mosan, avec une dalle scellée dans un mur, aux armes de l'abbé Guillaume Natalis (1658-1686). Elle devint un bien de la République française en 1790. Achetée par le bourgmestre révolutionnaire et fabricant d'armes herstalien Jean Gossuin (1798). Acquise ensuite par la famille de Ponthière et G. Palmers en 1864. Pour finalement être acquise par J. Cajot en 1955. Elle est partiellement en ruines, mais des travaux de restauration du corps de logis ont été réalisés. Cette ferme antique a été classée en 1952.
Au centre du village, l'ancien relais postal propriété de la famille van der Wielen ; le couvent des sœurs de Marie, construit en 1857, actuellement occupé par « l'aide aux familles » : le moulin d'Oborne a été totalement transformé et a perdu sa roue à aubes. Jadis quatre moulins étaient en activité : Wickmaille, de brus, d'Oborne, de Boirs.
Sur le territoire de la commune, un centre radar de l'OTAN est installé depuis 1972. La base est dirigée par des officiers allemands et hollandais. Ce centre informatique pour la défense aérienne de l'Europe occidentale occupe deux cents militaires et civils de douze nationalités différentes.

### Culture

#### Folklore local
Durant toute l'année, diverses soirées, carnaval, cramignons, brocante, Grand Feu, prennent place. Ces divers événements sont surtout organisés par la Jeunesse St George et Vivons Ensemble.

#### Jeunesse St George
La Jeunesse Saint-Georges est une société folklorique créée en 1981 et composée de bénévoles dont l'unique raison sociale est de faire vivre et égayer le village et ce, essentiellement lors des festivités locales.

#### Les cramignons
Depuis 25 ans, la Jeunesse St George anime les fêtes locales en organisant le dernier week-end de juin et le deuxième week-end d’octobre des cramignons.
En juin, 4 cramignons sont organisés : 
- le samedi, les trois cramignons des enfants (de 3 à 6 ans, de 7 à 11 ans, de 12 à 15 ans) ;
- le dimanche, le cramignon des jeunes (de 15 à 30 ans).

En octobre, c'est au tour des anciens (à partir de 30 ans) de déambuler dans les rues du village au rythme de la fanfare, avant d'aller danser jusqu'aux petites heures de la nuit.

#### Le carnaval
Un autre aspect, tout aussi typique et folklorique de cette belle vallée est l'organisation de carnavals. Depuis longtemps, la Jeunesse St George avait envie de participer plus activement aux festivités carnavalesques de la vallée, c’est pourquoi leur comité a décidé de réagir : il va organiser son propre cortège carnavalesque en 2007. Afin de se faire connaître et d’en informer les autres sociétés et comités de la région, il a décidé de participer à des cortèges. C’est ainsi que ces deux dernières années, la Jeunesse Saint-Georges a confectionné son propre char et a déjà participé à plusieurs cortèges.

#### Les diverses soirées
Depuis un petit temps, la Jeunesse St George organise des petits concerts gratuits au Cercle St George de Glons. Chaque mois, un concert d'un groupe liégeois a ainsi lieu, permettant de découvrir des groupes.
D'autres soirées prennent aussi place dans le village durant l'année, certaines payantes, d'autres gratuites.

## Sports et vie associative

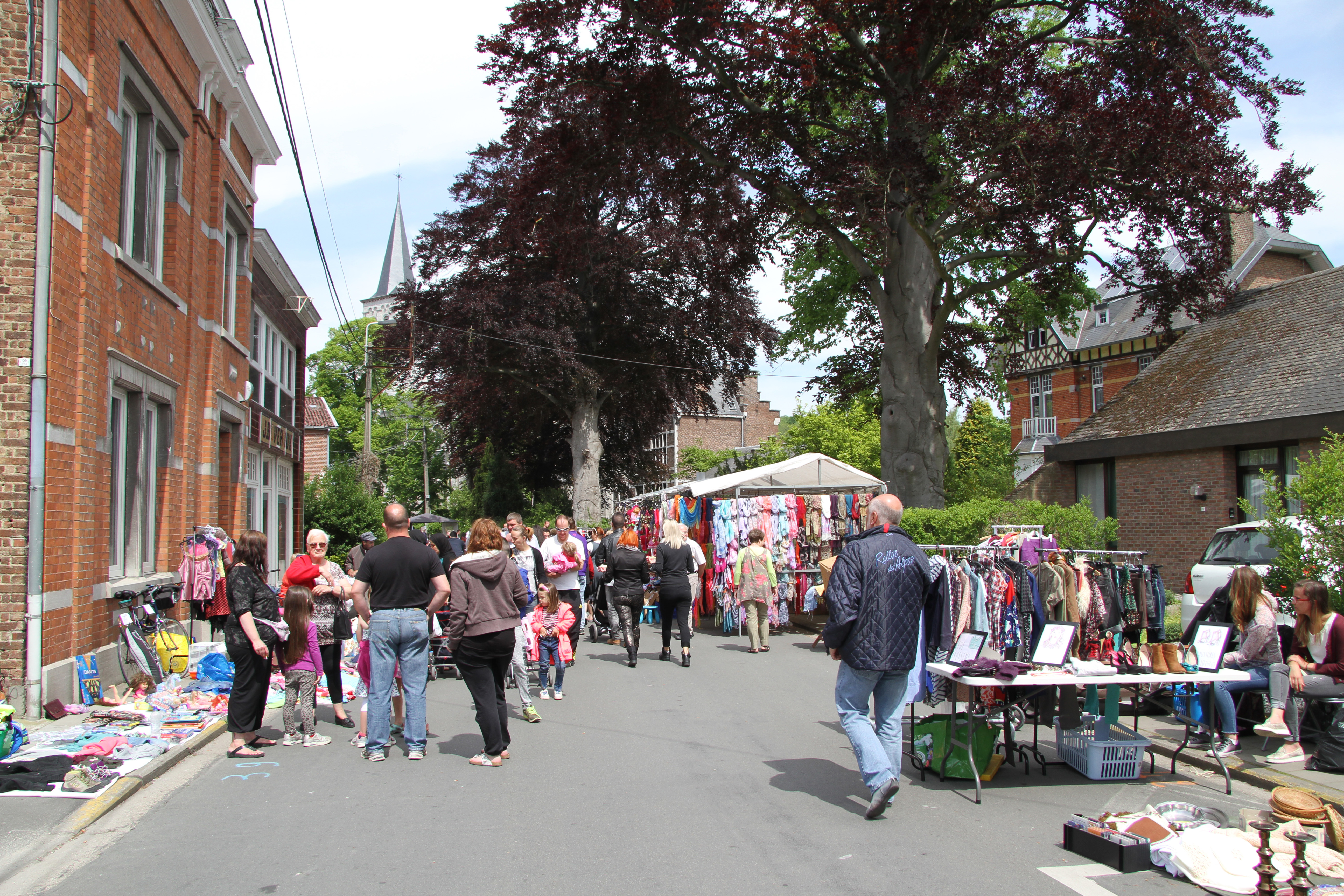
La grande brocante de Glons.

### Vie associative

#### Vivons Ensemble
Vivons Ensemble est une organisation qui fait vivre le village de deux grandes activités : le traditionnel Grand Feu et la Grande Brocante.